# Terry Adamson
Terence „Terry“ Adamson (* 15. Oktober 1948 in Houghton-le-Spring) ist ein ehemaliger englischer Fußballspieler.

## Karriere
Adamson gehörte dem Nachwuchsbereich des Erstligisten AFC Sunderland an und unterschrieb 17-jährig im November 1965 einen Profivertrag. 1966 stand er an der Seite von Spielern wie Colin Todd, Colin Suggett, Bobby Kerr und Billy Hughes im Finale um den FA Youth Cup, trotz eines 2:1-Hinspielerfolgs verpasste man durch eine 1:4-Niederlage im Rückspiel in Highbury gegen den FC Arsenal den Titelgewinn. Der überwiegend als Außenverteidiger aufgebotene Adamson wurde von Sunderland nicht über das Saisonende hinaus verpflichtet und Luton Towns Trainer George Martin lotste ihn und seinen Mannschaftskameraden Brian Johnson zum Viertligisten. Als Ersatzspieler hinter Bobby Thomson und Fred Jardine dauerte es bis April 1967, ehe er gegen Port Vale und Southend United zu zwei Einsätzen kam. 
Am Saisonende kehrte er in den Nordosten Englands zurück und schloss sich dem Viertligakonkurrenten Hartlepools United an. Dort kam er lediglich Anfang September in einer Heimpartie gegen den AFC Rochdale (Endstand 1:1) zum Zug und verließ den Verein noch vor Jahresende. Den Rest der Saison 1967/68 spielte er an der Seite seines älteren Bruders Keith beim FC Scarborough in der Midland League, für den er im Saisonverlauf 13 Pflichtspiele bestritt. Nach einem kurzzeitigen Aufenthalt beim FC South Shields schloss er sich Murton Colliery Welfare in der Wearside League an, für die er zwölf Jahre lang spielte. Seinen Lebensunterhalt verdiente er im Polstermöbelgewerbe.